# London Central Mosque
London Central Mosque er en stor moske ved Regent's Park i City of Westminster i London. Den blev tegnet af sir Frederick Gibberd, og stod færdig i 1978 med en fremtrædende gylden kuppel og en høj minaret. Hovedsalen kan rumme mere end 2.000 personer.
Indersiden af kuppelen er dekoreret med abstrakte mønstre, i tråd med islamisk tradition. I tillæg til bønnerum, undervisningsrum og kontorer, findes også en lille butik og en halalcafé.
Ved siden af moskeen ligger et islamisk kulturcenter, som blev givet som en gave til det muslimske samfund i London, og åbnet af George 6. i 1944.